# 三裂鼠尾草素
三裂鼠尾草素（也称为5-羟基-6,7,4'-三甲氧基黄酮，5-Hydroxy-6,7,4'-trimethoxyflavone）是一种野黄芩素衍生的O-甲基化黄酮，分子式C18H16O6，最初发现于藥用鼠尾草（Salvia officinalis）等鼠尾草属植物，也存在于大序醉鱼草（Buddleja macrostachya）、水樺（Betula nigra）、灰罗勒（	Ocimum americanum）等植物中。